# 協同組合党
協同党、あるいは協同組合党（きょうどうとう、きょうどうくみあいとう英語: Co-operative Party、ウェールズ語: Y Blaid Gydweithredol）は、協同組合運動に起源を持つイギリスの中道左派政党である。
協同党は1917年、協同組合企業に対する公正な待遇を求める政治的な活動と、「協同組合主義者」を議会に送り込むことを目的に設立された。1881年に設置された、協同組合連合の議会委員会が起源であるとされる。
1927年より、協同党は労働党との間にお互いの選挙区に候補者を立てない選挙協力を結んでいる。両党の党員によって選ばれた候補者は、「労働協同党」の候補者として選挙戦を戦う。
協同党は、労働党とは法的に異なる組織であり、選挙管理委員会にも別個の政党として登録されている。協同党は、自党の党員が労働党と北アイルランドにおける社会民主労働党（SDLP）以外の党の党員になることを禁止している。
2024年7月時点で庶民院における第4党であり、43名の議員が所属する。ただし、全ての議員が労働党と共に活動するため、労働党と区別されることはほとんどない。
協同党は、貴族院、スコットランド議会、ウェールズ議会、ロンドン議会や、一部の地方政府当局にも代表を持つ。
協同組合の価値観と原則に則り、協同党は党首を持たない。ジョー・フォーチュンが幹事長、プリート・カウル・ギルが協同党院内会派議長、ジム・マクマホンが全国執行委員会の議長を務める。

## 歴史
協同党は1917年に、同年5月にウェールズ南部のスウォンジーで行われた英国協同組合運動会議での承認を受けて設立された。
労働党との選挙協力が成立した1927年以降、協同党は労働党と共同で候補者を擁立している。1938年、両党の協力関係を公式化する党要領が採択され、1946年には協同党の候補者が初めて労働協同党候補として出馬した。
協同党の活動は、当初協同組合における商業上や流通上の問題に集中していたが、1930年代には政治・商業双方の左派勢力との間に築いた強力なつながりを利用して協同組合的価値を広める活動へと広がっていった。
協同党が掲げる基本的な原則は、事業としての協同組合の認識を広め、社会経済への認識を広め、諸協同組合や欧州や発展途上国との協力を進めることである。協同党は、持続可能な経済社会、つまり小売業や産業において協同組合活動を実践することで、市民活動や社会的な責任を果たしていくことに立脚している。協同党は、共通する価値を持つ、議会労働党を通して、これらの課題の解決を推進している。

### 共同議会委員会
1881年に協同組合連合によって議会の活動の監視を主な活動とする共同議会委員会（Joint Parliamentary Committee）が設置された。議題や立法の提案は議員（通常、労働党議員）に対するロビー活動を通して行うほかなく、事柄ごとに各議員に提案活動を行うのは何かと不十分であったため、議会に直接代表者を送り出すことを促す決議が協同組合運動の年次集会で度々可決された。しかしながら、初期の段階において協同組合から直接資金が投入されることはなかった。

### 第一次世界大戦と政党設立初期
第一次世界大戦が始まると、協同組合運動の組合の多くはその会員数と取引額を増加させた。その一因としては、運動が反不当利益の姿勢を公のものにしていたことが挙げられる。徴兵制が導入され、食料と燃料の供給が制限されると、これらの組合は苦境に立たされるようになった。運動は政府のさまざまな配給委員会や兵役審査において十分に代表されておらず、協同組合が最低限の配給しか受けられず、経営陣ですら徴兵されることが多かったのに対し、競合する企業は事務員でさえ戦争のために必要であると宣言させることができた。また、組合はその性質上利益を上げていないにも関わらず、超過利潤税を支払う必要があった。
スウォンジーにおける1917年の年次集会にて、共同議会委員会と104の協同組合は国家と地方の両方において直接代表者を送ることを提案した。この動議は1979票対201票で可決された。
初期には、協同党の候補者は地方議会選挙において労働党とは別個に候補者を立てていた。協同党の年次報告書には、地方議会の立候補者と結果について、
- (a) 協同党
- (b) 協同党と労働党
- (c) 労働党

として掲載していた。 1946年までは、協同党の候補者に労働党員であるという要件はなかった。
協同党は、諸協同組合の加入者の代表であると定義していた。 よって、1962年から1967年の6年間において、協同党は1100万人の党員がいるとしていた。

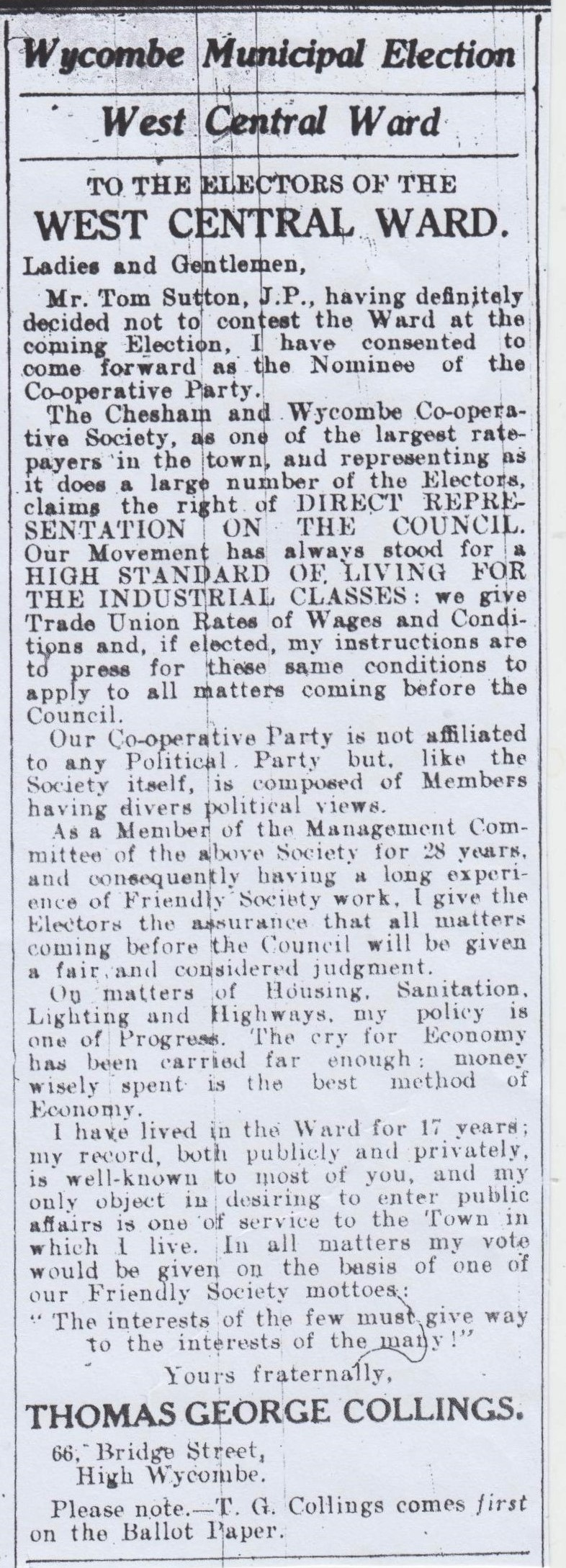
October 1932 election address of Tom Collings - High Wycombe Borough Council

協同党は非党派的であると称することがあった。1932年選挙において、High Wycombeの地方議会選で初当選した協同党候補であるTom Collingsは「Chesham and Wycombe生活協同組合は、この街における最大の地方税納付者の一つであり、この地方議会に直接的な代表者を送る権利があると主張する。（中略）我々、協同党はほかの政党の関係党ではなく、協同組合同様、多様な政治的視点を持つ加入者で構成されている。」と主張した。

### 中央協同議会代表委員会
1917年10月18日、緊急政治会議が招集された。その結果、庶民院に協同組合主義者を送り込むことを目的とする中央協同組合議会代表委員会（Central Co-operative Parliamentary Representation Committee）が1917年に結成された。中央協同組合議会代表委員会はのちに協同党と改称された。初代全国議長はSamual Perryで、のちの庶民院議員であり、Fred Perryの父である。
当初、協同党は独自の候補者を擁立していた。最初の候補者はのちに国際共同体連盟事務局長を務める H. J. Mayで、1918年1月、ランカスターのプレストウィッチにおける補選に立候補したが、落選した。
1918年総選挙では、10名の候補者を擁立し、Alfred Watersonの1名が当選した。Watersonは庶民院にて労働党議員として行動した。
1919年、地方議会選挙にて151名の議員が選出された。Watersonは1922年に庶民院議員を引退したが、同年には A. V. Alexander を含む4名の新しい議員が選出された。彼らはすべて議会では労働党の議員として行動した。
1923年には6名、1924年には5名の議員が庶民院総選挙で当選した。
当初、協同党と労働党は各々候補者を擁立していた。1923年のペイズリー選挙区で競合が発生し、労働党の候補者が協同党の J. M. Biggarに勝利した。しかし、1927年のチェルトナム合意により、協同党は労働党と、両方の党の推薦による候補者を数名擁立することができるという選挙協定を結んだ。これは両党がお互い対立しないということを意味した。
この協定は数回改定され、最新の改定は2003年のものである。最新の協定は、協同組合連合ではなく協同党の名において結ばれている。
公式な協定ののち、9名の両推薦の候補者が1929年総選挙で選出され、Alexander議員は内閣に入閣した。しかし、1931年総選挙の労働党の大敗時は9名のうち1名の議員しか当選できなかった。

### 姉妹党の発展
第二次大戦中の戦時内閣における労働党の復権と1927年合意における公式なつながりによって、協同党は選挙において多くの利益を得ることとなった。1945年、23名の両党推薦議員が当選し、Alfred BarnesとAlexanderの2名が労働党政府の上級職を担当することとなった。
しかし、労働党の流動的な運命や戦後の協同組合運動の衰退により、協同党の影響力は徐々に衰退していった。労働党が再度の敗退を喫した1983年には、両党推薦党員は8名のみが当選した。
しかしながら、1997年総選挙では、推薦した23候補者すべてが当選し、労働党政権ではAlexander議員以来はじめての入閣者を得た。Alun Michael議員（1998年-1999年、のちのウェールズ首席大臣）とEd Balls（2007年-2010年）である。2001年には、保守党党首であったWilliam Hague議員に敗れたFaye Tinnois候補をのぞき、全員が当選を果たした。

## 組織と構造
協同党は、党員、各地域・地方・全国協同党、関連する協同組合・労働組合によって構成される。議会へ選出されたほかの党とは異なり、協同党は国家から資金を受け取らず、党員によって支払われる党費と関連団体からの協力金によって大半の収入を得ている。協同党の組織そのものも英国金融行為規制機構に登録されている協同組合である。
協同党の最高意思決定機関は全国執行委員会（National Executive Committee; NEC）と呼ばれる。全国執行委員会は、3年ごとに党員、関連協同組合、関連労働組合、議会協同党、英国協同組合によって選出される。
毎年秋に党大会が行われ、政策、党の活動、そして動議が行われる。決議は全国執政委員会への提案としてだけ取り扱われる。
議会協同党は、議会における庶民院議員と貴族院議員の調整を行っている。

### 支援組織
イギリスの大規模生活協同組合のうち6つ（Co-operative Group/Midcounties Co-operative/Central England Co-operative/East of England Co-operative/Scotmid Co-operative/Chelmsford Star Co-operative）が協同党の支援組織となっている。
それぞれの協同組合は年次総会において協同党への支援を決議する。最大の支援組織であり出資者であるCo-operative Groupにおいては2019年5月の総会で79%の協同組合加入者が協同党への支援の継続に賛成し、同年625,600ポンドがCo-operative Groupから協同党に寄付された。
2016年、Communityが労働組合として初めて協同党の支援団体となり、2018年には Union of Shop, Distributive and Allied Workers (Usdaw) が続いた。
Co-operatives UK、Co-operative Press、一部の労働者協同組合・住宅協同組合も協同党の団体党員である。

### 地方組織
協同党の地方組織は、社会協同党（Society Co-operative Parties）として知られる自律的な組織をもとにしており、労働党における選挙区労働党と同様の運営がなされている。協同組合はその活動地域の社会協同党を後援しており、社会協同党はその地域における協同組合の名前を冠していることが多い（例：East of England Co-operative Partyの場合、 East of England Co-operativeが支援団体）。
社会協同党は多くの場合、いくつかの地方公共団体を管轄する支部を設けている。党員が政策を論じあったり、選挙候補者を選出したり、選挙区の労働党（Constitutiency Labour Parties）と連絡を取ったりするのは主に支部においてである。社会協同党は、支部や支援する協同組合の代表者から構成される執行部によって監督される。
スコットランド、ウェールズ、北アイルランドは、各々一つの社会協同組合を有している。イングランドにおいては、社会協同組合は複数のカウンティ、またはあるケースでは地方全体を活動範囲としている。

### 労働党と協同党
協同党と労働党は、「National Agreement」と呼ばれる選挙協定を1927年より結んでいる。これは、選挙の際はお互いに候補者を競合させないことを意味する。 代わりに、両党は労働協同党の候補者として候補者を擁立する。
労働協同党の候補者は、イングランド、スコットランド、ウェールズの国政・地方のどの選挙においても出馬することができる。しかしながら、北アイルランドにおいては両党は候補者を擁立していない。
協同党は姉妹党として労働党と独特の関係を結んでいる。協同党は全国規模においては労働党の支援団体ではなく、地方において社会協同党が選挙区労働党の支援団体となってその地域においての協力や共同候補者の選出を行っている。
多くの候補者が、投票用紙において労働協同党の名義を使用するが、幾人かの候補者は異なる名義を使用している。特に、地域政府選挙やスコットランド、ウェールズ、ロンドンにおける List system を使用する選挙では、労働協同党の候補者が労働党の候補者と異なるものであると認識することを避けるため、一つの党のみが記載される。しかしながら、選出後は労働党と協同党の候補者として取り扱われる。投票用紙上には労働党のロゴのみが掲載されるが、候補者・議員は協同党のロゴを印刷物やウェブサイトにおいて使用することができる。

## 党代表
協同党には、単一の党代表は存在していない。党の日々の運営は全国委員会議長（Chair of National Executive Committee）、 議会協同党議長（Chair of the Co-operative Party Parliamentary Group）、幹事長（ General Secretary）の三役職者によって行われている。選挙管理委員会への登録では、幹事長が党首およびnominating officerとなっている。

## 各議会における代表者
現在の協同党は、英国における協同組合運動の政治部門であり、協同組合団体の加入者であることが候補者として擁立されるための条件となる。選挙に立候補したい協同組合員はまた、労働党にも加入し、労働党-協同組合の候補者として立候補する必要がある。

### 庶民院議員
2024年において、26名の労働協同党の議員が庶民院に在籍している。

#### 選挙実績
| 選挙年  | 議席   | 増減 | 政府（政権党）                           |
| ------- | ------ | ---- | ---------------------------------------- |
| 1918    | 1/707  | +1   | 自由党/保守党連立政権 （第一次世界大戦） |
| 1922    | 4/615  | +3   | 保守党                                   |
| 1923    | 6/625  | +2   | 少数政党                                 |
| 1924    | 5/615  | -1   | 保守党                                   |
| 1929    | 9/615  | +4   | 労働党（                                 |
| 1931    | 1/615  | -8   | 労働党/保守党/自由党連立政権             |
| 1935    | 9/615  | +8   | 保守党/労働党/自由党連立政権             |
| 1945    | 23/640 | +14  | 労働党                                   |
| 1950    | 18/625 | -5   | 労働党                                   |
| 1951    | 16/625 | -2   | 保守党                                   |
| 1955    | 19/630 | +3   | 保守党                                   |
| 1959    | 16/630 | -3   | 保守党                                   |
| 1694    | 19/630 | +3   | 労働党                                   |
| 1966    | 18/630 | -1   | 労働党                                   |
| 1970    | 15/630 | -3   | 保守党                                   |
| 1974/02 | 14/635 | -1   | 労働党少数与党                           |
| 1974/10 | 14/635 | 0    | 労働党                                   |
| 1979    | 17/635 | +3   | 保守党                                   |
| 1983    | 9/650  | -10  | 保守党                                   |
| 1987    | 9/650  | +2   | 保守党                                   |
| 1992    | 14/651 | +5   | 保守党                                   |
| 1997    | 28/659 | +14  | 労働党                                   |
| 2001    | 30/659 | +2   | 労働党                                   |
| 2005    | 29/646 | -1   | 労働党                                   |
| 2010    | 28/650 | -1   | 保守党自民党連立                         |
| 2015    | 24/650 | -4   | 保守党                                   |
| 2017    | 38/650 | +14  | 保守党（DUPとの政策協定）                |
| 2019    | 26/650 | -12  | 保守党                                   |
| 2024    | 43/650 | +17  | 労働党                                   |

### 貴族院
2024年において、15名の労働協同党の議員が貴族院に在籍している。 また、無所属が要求される貴族院議長は、2016年に副議長に選出されるまで庶民院議員時代も含めて労働協同党に属していた。

### スコットランド議会
2024年において、11名の労働協同党の議員がスコットランド議会に在籍している。

### ウェールズ議会
2024年において、16名の労働協同党の議員がウェールズ議会に在籍している。

### ロンドン議会
2024年において、11名の労働協同党の議員がロンドン議会に在籍している。

### Police and Crime Commissioners
2024年において、15名の労働協同党の民選のPolice and Crime Commissionersとして選出されている。

### 市長（直接選挙）
2024年において、5名の労働協同党の市長（Metro mayor）が直接選挙にて選出されている。
2024年において、3名の労働協同党の市長（Local Authorities Mayor）が直接選挙にて選出されている。

### 地方政府
協同党は、地方政府におけるすべての段階の政府に対し、労働協同党候補として候補者を出している。2021年時点で、938名の労働協同党の議員がイングランド、スコットランド、ウェールズに存在している。

### 北アイルランド議会
協同党は、北アイルランドにおける労働党の支援団体であり、加えて社会民主労働党の党員に、党に加入することを認めている。協同党、労働党ともに、北アイルランド議会に議席を持たない。